# Shanghai Baby
Shanghai Baby (上海宝贝, Shanghai baobei) est le premier roman de la romancière chinoise Zhou Weihui.
Publié en 1999 en chinois, il a été traduit en français sous le titre Shanghai Baby en 2001.

## Résumé
Shanghai Baby est un récit à la première personne et d'inspiration autobiographique. Il met en scène une jeune Shanghaienne, fille de professeur d'université aspirant à devenir écrivain célèbre. Sa vie sentimentale est déchirée entre un peintre impuissant et un homme d'affaires allemand qui la fascine par sa force sexuelle. 

## Accueil critique et censure
Plus de 100 000 exemplaires de Shanghai Baby ont été vendus en Chine et en copie pirate, jusqu'au mois d'avril 2000, date à laquelle il a été interdit et brûlé publiquement. Il a été traduit dans de nombreuses langues étrangères.

## Adaptation au cinéma
Berengar Pfahl a adapté le roman en un film en 2007.

## Suite
En 2005 sort Marrying Buddha se passant 4 ans après fut aussi victime de censure.